# Roi Georges (corvette)
Ne doit pas être confondu avec Roi Georges (destroyer).
Le Roi Georges (grec moderne : Βασιλεύς Γεώργιος / Vasiléfs Yeóryios) est une corvette cuirassée de la Marine de guerre hellénique construite en Grande-Bretagne en 1867-1868.
Baptisé d'après le roi Georges Ier de Grèce, le navire est le second cuirassé de l'armée grecque. Il reste en service jusqu'en 1915, année où il est démantelé par les autorités hellènes.